# Sioux Rapids (Iowa)
Sioux Rapids est une ville du comté de Buena Vista, en Iowa, aux États-Unis. Elle est nommée par rapport aux rapides de la rivière Little Sioux. En 1869, Sioux Rapids est le siège du comté de Buena Vista. En 1876, le palais de justice de la ville brûle et le siège du comté est transféré à Storm Lake, en 1878. Elle est incorporée le 6 avril 1882.

## Source de la traduction
- (en) Cet article est partiellement ou en totalité issu de l’article de Wikipédia en anglais intitulé « Sioux Rapids, Iowa » (voir la liste des auteurs).